# Didymuria schultzei
Didymuria schultzei är en insektsart som först beskrevs av Giglio-Tos 1912.  Didymuria schultzei ingår i släktet Didymuria och familjen Phasmatidae. Inga underarter finns listade i Catalogue of Life.